# Mandela-effect
Het Mandela-effect is een fenomeen waarbij een grote groep mensen zich gebeurtenissen of feiten herinnert die anders zijn dan de werkelijkheid. Kenmerken van het Mandela-effect zijn:
- het ontstaan van valse herinneringen;
- valse contextualisering van een gebeurtenis die heeft plaatsgevonden;
- onwetendheid over taalkunde of het onthouden van verkeerd gespelde woorden en
- vervorming van bestaande herinneringen.

## Ontstaan

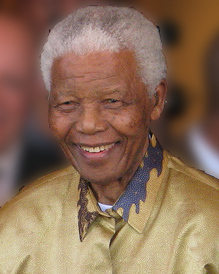
Nelson Mandela

De term werd geïntroduceerd door de paranormale onderzoekster Fiona Broome in 2009, nadat ze ontdekte dat ze, samen met anderen, ten onrechte dacht dat Nelson Mandela in de jaren 1980 in de gevangenis was overleden. Ze herinnerde zich zelfs dat zijn vrouw een toespraak hield en dat er rellen waren in steden. Toen ze hoorde dat Mandela nog leefde, geloofde ze eerst dat ze zich vergist had. Maar tijdens een gesprek op een congres ontdekte ze dat veel anderen ook dezelfde valse herinnering hadden over zijn dood in de gevangenis, met soortgelijke details over wat er daarna gebeurde. Broome was geschrokken toen ze besefte dat een grote groep mensen zich een gebeurtenis zo gedetailleerd kon herinneren, terwijl die nooit echt had plaatsgevonden. Op haar website ontstond een discussie over zowel deze situatie als andere voorbeelden.

## Voorbeelden
Een aantal voorbeelden van het Mandela-effect:

#### Mickey Mouse
Mickey Mouse is een van de bekendste stripfiguren ter wereld. Toch is er een verkeerde herinnering: er wordt gedacht dat Mickey Mouse bretels draagt, want hij heeft alleen een broek aan. De witte stippen op zijn broek suggereren dat daar bretels aan vastzitten. Er zijn zelfs knuffels uitgebracht met de bretels aan zijn rode broek.

#### Star Wars
Een van de bekendste uitspraken van Darth Vader zou zijn: “Luke, I am your father. In werkelijkheid wordt in de Star Wars-film gezegd: No, I am your father.

#### Monopoly

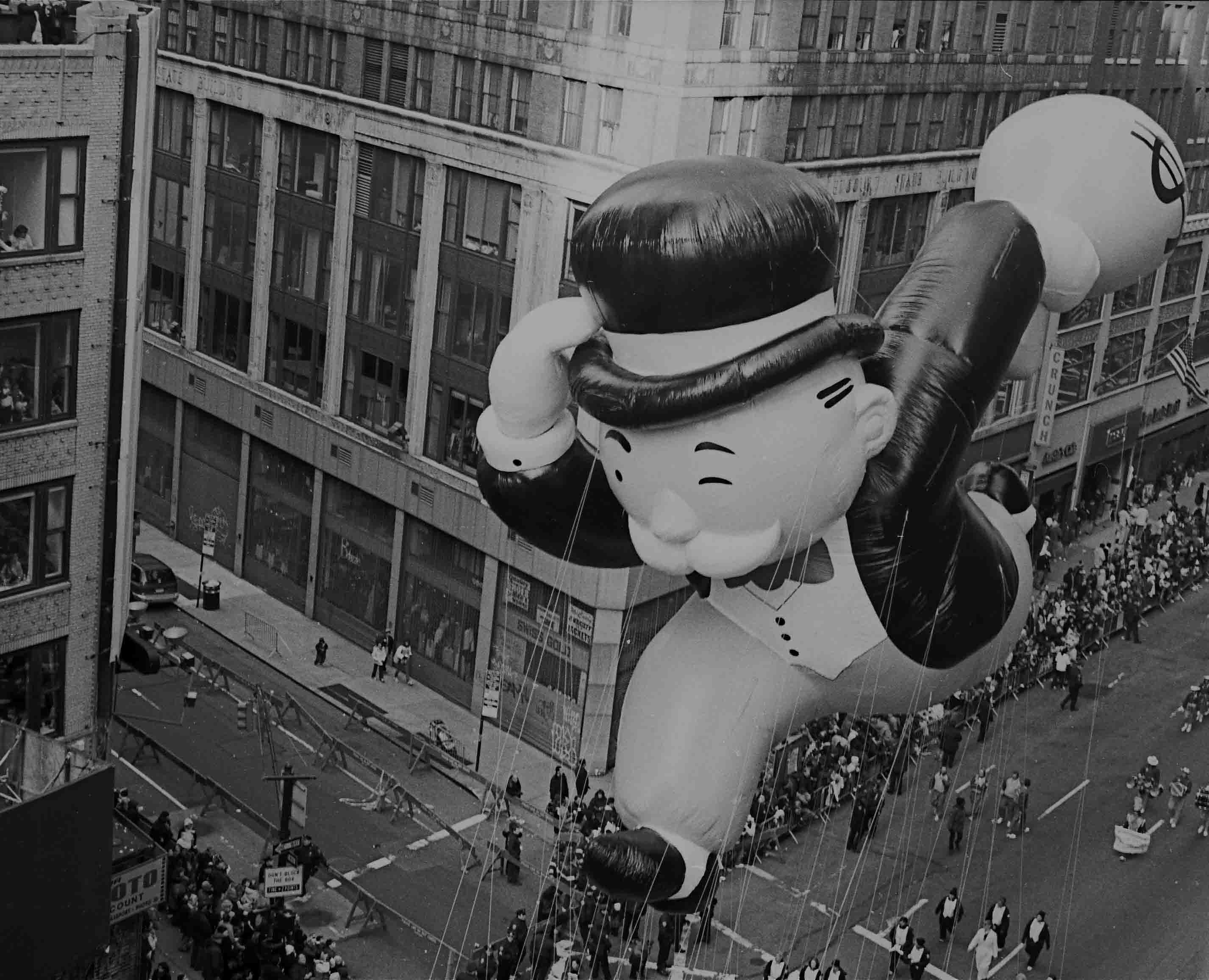
De Monopoly-man

Er wordt gedacht dat de Monopoly-man een monocle draagt. Dat zou komen vanwege zijn klassieke kledingstijl. In werkelijkheid draagt het logo van het bordspel geen bril.

## Verklaringen voor het Mandela-effect
Onderzoekers geven aan dat er geen eenduidige verklaring is voor het Mandela-effect. Neil Dagnall, een cognitief en parapsychologisch onderzoeker aan de Manchester Metropolitan University, concludeert: "Heel vaak zien we dingen zoals we denken dat ze zijn, in plaats van dat ze daadwerkelijk zijn, wanneer we informatie verwerken. Bij het Mandela-effect herinneren mensen zich dingen vaak op de manier waarop ze denken dat ze zouden moeten zijn in plaats van hoe ze in werkelijkheid zijn – omdat we dingen in het dagelijks leven gewoon heel snel verwerken."

#### Deese-Roediger-McDermott-opdracht
Een voorbeeld hiervan is de Deese-Roediger-McDermott-opdracht, waarbij mensen een lijst met woorden krijgen die ze moeten onthouden, zoals speld, katoen en draad. Ze onthouden deze woorden, maar ook woorden die eraan gerelateerd zijn maar niet op de lijst stonden, zoals naald. Op dezelfde manier kunnen ook mensen thematische vergelijkbare details toevoegen aan een herinnering.

#### Alternatieve realiteiten of parallelle universums
Deze theorie over het Mandela-effect heeft te maken met kwantumfysica en de snaartheorie. Door sommigen wordt geloofd dat er niet één tijdlijn is van gebeurtenissen, maar dat er alternatieve universums of realiteiten zijn die zich met onze tijdlijn vermengen.

## Wetenschappelijk onderzoek
Psychologen Deepasri Prasad en Wilma Bainbridge van de Universiteit van Chicago deden onderzoek naar het Mandela-effect. Ze onderzochten met verschillende experimenten de neiging om valse herinneringen te vormen over bekende iconen. 
In het eerste experiment werden bekende culturele iconen bestudeerd om het visuele Mandela-effect te testen. In het eerste experiment selecteerden de onderzoekers 40 iconen, zoals de Monopoly-man en Pikachu, en creëerden ze aangepaste versies. De deelnemers moesten de juiste afbeelding kiezen. Vijf iconen, waaronder C-3PO en het Fruit of the Loom-logo, vertoonden het visuele Mandela-effect, waarbij veel respondenten onjuiste versies kozen ondanks de bekendheid van het icoon. 
In het tweede experiment gebruikten Prasad en Bainbridge oogvolgsoftware om te onderzoeken of problemen met aandacht of waarneming de oorzaak konden zijn van het visuele Mandela-effect. Ze vergeleken oogbewegingen van deelnemers die de vijf iconen bekeken die in het eerste experiment voor het effect zorgden met die van vijf iconen die door eerdere deelnemers correct waren herkend. Nadat de deelnemers de juiste versie van elke afbeelding hadden gezien, moesten ze kiezen welke van twee afbeeldingen correct was. Bijvoorbeeld, ze zagen de Monopoly-man zonder monocle en moesten daarna kiezen tussen de versie met of zonder monocle.
De onderzoekers vonden geen grote verschillen in kijkgedrag tussen de iconen die deelnemers correct of fout hadden gekozen. Dit betekent dat het visuele Mandela-effect niet werd veroorzaakt door een gebrek aan aandacht. Ook zagen ze eerst de juiste afbeelding, dus het is onwaarschijnlijk dat ze die verwisselden met een foutieve versie die ze eerder hadden gezien. Bekendheid met de iconen verklaarde het effect ook niet.
In het derde experiment verzamelden Prasad en Bainbridge afbeeldingen van internet om te onderzoeken hoe vaak verkeerde versies van populaire iconen voorkomen, en of dit het visuele Mandela-effect kan verklaren. Ze vonden inderdaad verkeerde versies op internet, vooral op websites die over het Mandela-effect gaan. De meeste afbeeldingen waren echter wel correct.
Veel afbeeldingen waren wel bijgesneden, waardoor het deel dat bij het Mandela-effect hoort, niet te zien was. Bijvoorbeeld heeft C-3PO uit Star Wars officieel een zilveren onderbeen, maar de meeste afbeeldingen laten alleen zijn hoofd en bovenlichaam zien.
Volgens de onderzoekers is de meest voorkomende uitleg voor het Mandela-effect de schematheorie. Dit betekent dat we verwachtingen hebben over hoe dingen eruit moeten zien, en die verwachtingen voegen we toe aan onze herinneringen. Bijvoorbeeld, we weten dat de Monopoly-man een rijke oudere man is, en omdat rijke mannen vroeger vaak een monocle droegen, denken we dat hij er ook een heeft.
Bij C-3PO werkt deze theorie goed. Omdat mensen zijn benen bijna nooit zien, gaan ze ervan uit dat ze ook goudkleurig zijn, net als de rest van zijn lichaam.
Maar de theorie werkt niet altijd. Veel mensen denken dat Pikachu een zwarte punt op zijn staart heeft, terwijl zijn staart bijna altijd volledig geel wordt getoond. Dit kan komen doordat Pikachu zwarte punten op zijn oren heeft, waardoor mensen dit ook verkeerd onthouden voor zijn staart.

## Boeken en referenties
Over het Mandela-effect zijn verschillende boeken geschreven:
- The Mandela Effect: a history: the first discoveries and what people said geschreven door Fiona Broome uitgegeven in oktober 2023 ISBN 1889157104
- The Mandela Effect and its Society: Awakening from ME to WE geschreven door Cynthia Sue Larson uitgegeven in juni 2024 ISBN 979-8853380028
- The Mandela Effect or The Miracle Effect?: geschreven door Lauren Connell Pavelka uitgegeven in juli 2018 ISBN 1723194212

Ook zijn er diverse wetenschappelijke artikelen: 
- The Mandela Effect: How Masses of People Can Have the Same False Memory door de Arlin Cuncic gepubliceerd op Verrwellmind
- The Mandela Effect: How False Memories Occur door Rachel Nall gepubliceerd op healthline.com
- Examples and explanation of the Mandela Effect door Jamie Eske gepubliceerd op Medical News Today
- What is the Mandela effect? And have you experienced it? door Joe Phelan gepubliceerd op Livesciene.